# مقاطعة فشنزة
مقاطعة فِشِنزَة أو (نقحرة: فيتشنزا) (بالإيطالية: Provincia di Vicenza)‏، مقاطعة إيطالية في إقليم فينيتو، عاصمتها هي مدينة فِشِنزَة، مساحتها 2723 كيلومتر مربع واجمالي عدد سكانها 831.356 وتتبعها 121 بلدية، يحدها من الشمال والغرب إقليم ترينتينو ألتو أديجي عند مقاطعة ترينتو، ومن الشرق مع مقاطعة بلونو ومقاطعة تريفيزو، ومن الجنوب الشرقي مقاطعة باذوة، وإلى الغرب مقاطعة فيرونا. من المدن الهامة في المقاطعة :
- Vicenza فِشِنزَة 113.483
- Bassano del Grappa باسانو دل غرابا 41.752
- Schio سكيو 38.638
- Valdagno فالدانيو 27.483
- Arzignano أرزينيانو 25.143